# Фоминская (Сойгинское сельское поселение)
Фоми́нская — деревня в Ленском районе Архангельской области. Входит в состав Сойгинского сельского поселения.

## География
Деревня находится в юго-восточной части Архангельской области, на правом берегу реки Вычегда, на расстоянии приблизительно 73 км (по прямой) к юго-запад села Яренск, административного центра района.

### Часовой пояс
Деревня Фоминская, как и вся Архангельская область, находится в часовой зоне МСК (московское время). Смещение применяемого времени относительно UTC составляет +3:00.

## История
Впервые отмечена в 1710 году как поселение с 3 дворами. В 1859 году в деревне Сольвычегодского уезда Вологодской губернии было учтено 9 дворов и проживало 47 человек.

## Население
| 2002 | 2010 | 2012 |
| ---- | ---- | ---- |
| 0    | →0   | →0   |

### Национальный состав
Согласно результатам переписи 2002 года, в деревне проживал один житель русской национальности.